# Hermann Peters (Politiker, 1872)
Hermann Peters (* 24. April 1872 in Hochdonn; † 18. November 1940 ebenda) war ein deutscher Politiker (SPD).

## Leben
Nach dem Besuch der Volksschule war Peters bis 1910 als landwirtschaftlicher Arbeiter und danach als selbständiger Landwirt in Hochdonn tätig. Aufgrund seiner parlamentarischen Tätigkeit gab er 1919 seinen landwirtschaftlichen Besitz auf, nannte sich fortan „Landmann“ und beschäftigte sich mit agrarpolitischen Themen. Er trat in die SPD ein, war von 1919 bis 1921 Mitglied der Verfassunggebenden Preußischen Landesversammlung und wurde anschließend in den Preußischen Landtag gewählt, dem er bis 1933 angehörte. Ende der 1920er Jahre war er auch Mitglied des schleswig-holsteinischen Provinziallandtages. In seiner Partei war er von 1929 bis 1933 Mitglied des agrarpolitischen Beirates beim Parteivorstand. 1927 beteiligte er sich an der Ausarbeitung des SPD-Agrarprogramms.
Neben seiner politischen Tätigkeit bekleidete Peters verschiedene Ämter und Funktionen. Er war von 1919 bis 1933 Vorstandsmitglied der Genossenschaftsmeisterei Hochdonn, vier Jahre Rechnungsführer und von 1925 bis 1933 Vorsitzendes Mitglied der Zentralmoorkommission für Preußen. Des Weiteren war er von 1919 bis 1922 Ausschussvorsitzender der OKK in Burg, von 1932 bis 1933 Aufsichtsratsmitglied der schleswig-holsteinischen Höfebank, Mitglied der Landeskulturkommission der Landwirtschaftskammer für die Provinz Schleswig-Holstein und Mitglied des Oberbewertungsausschusses beim Landesfinanzamt Schleswig-Holstein. Zudem gründete er die Walz-, Pflug- und Dreschgenossenschaft in Hochdonn, deren Aufsichtsrat er angehörte.